# Clase Formidable
Los acorazados de la clase Formidable consistieron en una serie de tres buques pre-dreadnoughts diseñados por William White y construidos para la Royal Navy a finales de la década de 1890. La clase estaba compuesta por el Formidable, Irresistible e Implacable. Estaban armados con una batería de cuatro cañones de 12 pulgadas (305 mm), tenían una velocidad máxima de 18 nudos (33 km/h; 21 mph), y marcaron la adopción del blindaje Krupp en los diseños de acorazados británicos. La clase formó la base para la casi idéntica clase London de cinco barcos, y esos barcos a veces se incluyen en la clase Formidable. El HMS Formidable, el HMS Irresistible y el HMS Implacable fueron construidos entre 1898 y 1901 en los astilleros de Portsmouth, Chatham y Devonport, respectivamente.
Los tres barcos sirvieron en la Flota del Mediterráneo al principio de sus carreras, antes de regresar a aguas británicas a finales de 1900 para servir en la Home Fleet, la Flota del Canal y la Flota del Atlántico. En 1912, los tres buques habían sido asignados al 5.º Escuadrón de Batalla de la Home Fleet, donde permanecieron hasta el estallido de la Primera Guerra Mundial en agosto de 1914. Patrullaron el Canal de la Mancha en los primeros meses de la guerra y escoltaron buques de tropas que transportaban elementos de la Fuerza Expedicionaria Británica y otras unidades del Ejército Británico a través del Canal de la Mancha hasta Francia. En la noche del 31 de diciembre de 1914 al 1 de enero de 1915, mientras patrullaba por el Canal de la Mancha, el 5.º Escuadrón se encontró con un submarino alemán que torpedeó y hundió el Formidable. El Irresistible fue enviado a la campaña de los Dardanelos en febrero de 1915, y después de participar en una serie de ataques a las fortificaciones costeras otomanas, chocó contra una mina naval y se hundió.
El Implacable, el único miembro superviviente de la clase, se unió a las operaciones de los Dardanelos en marzo de 1915 y entró en acción durante los desembarcos en el Cabo Helles en abril. Más tarde fue retirado, primero en mayo de 1915 para reforzar la flota italiana que protegía el Mar Adriático y luego a Salónica en noviembre de ese año. Después de ser llamado a Gran Bretaña en julio de 1917, fue convertido en un buque depósito y utilizado para apoyar a la Patrulla del Norte. Después de la guerra, fue vendido como chatarra en 1921 y desguazado en 1922.

## Diseño

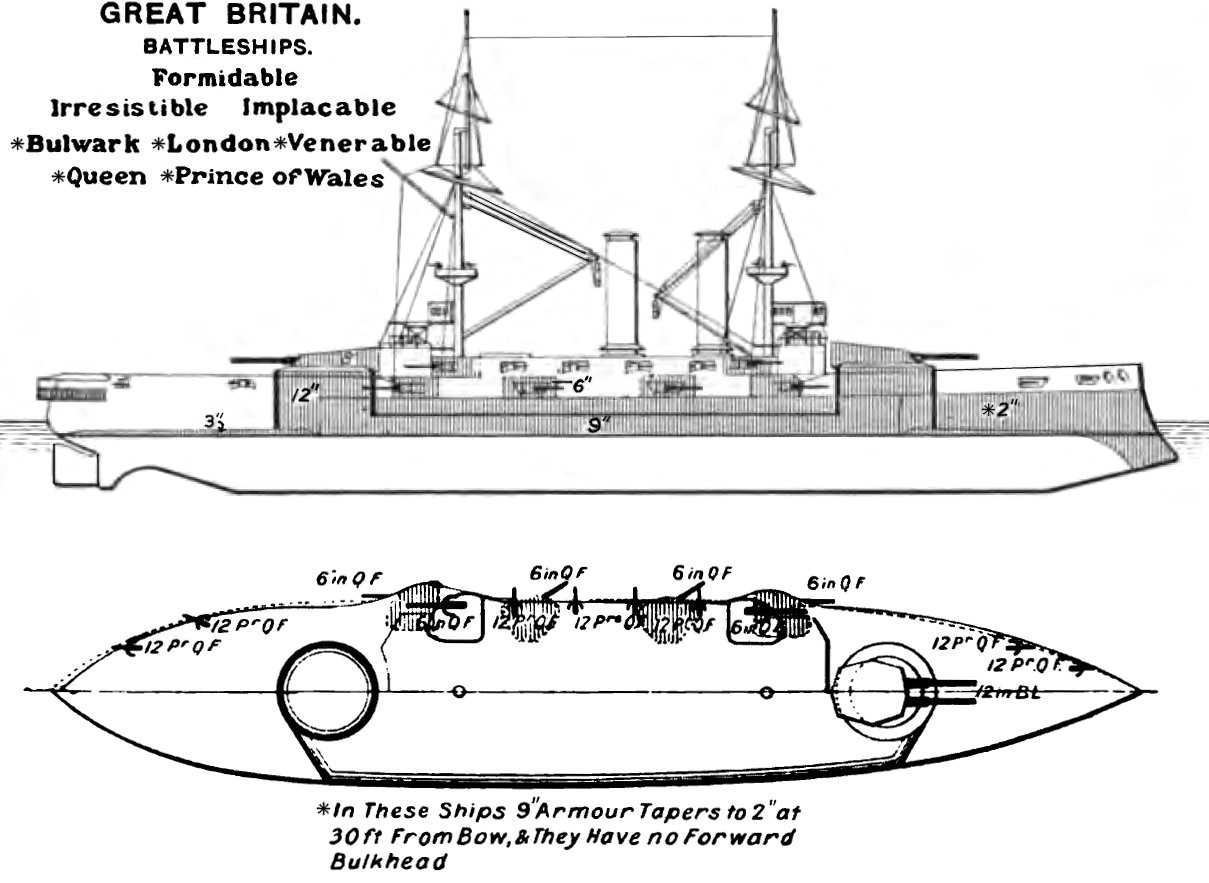
Planta de la cubierta y alzado de la clase Formidable como se muestra en el Brassey's Naval Annual 1906

El trabajo de diseño de lo que se convirtió en la clase Formidable comenzó con una reunión de la Junta del Almirantazgo el 3 de mayo de 1897, donde se discutieron los parámetros generales de la nueva clase. La junta llegó a la conclusión de que repetir la clase Canopus no sería una solución viable, ya que la Armada Imperial Japonesa había comenzado a construir acorazados más grandes, de 15.000 toneladas (15.000 toneladas largas; 17.000 toneladas cortas) y el diseño Canopus era demasiado pequeño para llevar los nuevos cañones Mk IX de calibre 40 de 12 pulgadas (305 mm), que eran significativamente más pesados que los cañones BL de calibre 35 y 12 pulgadas Mk VIII más cortos. El personal de diseño determinó que era posible construir un nuevo barco que incorporara los avances de la clase Canopus, es decir, blindaje Krupp y motores mejorados y calderas de tubos de agua, en un casco más grande como los primeros acorazados de la clase Majestic sin aumentar el desplazamiento y manteniendo la misma velocidad que la clase Canopus.
El Director de Construcción Naval, William Henry White, proporcionó dos opciones de diseño, ambas versiones modificadas de la forma básica de los Majestic. Ambas variantes tenían una batería principal de cuatro cañones de 12 pulgadas, un blindaje de cinturón de 8 pulgadas de espesor y una velocidad máxima de 18 nudos. La principal diferencia entre los diseños era el número de cañones secundarios: El primero tenía doce cañones de 6 pulgadas y el segundo tenía catorce cañones. El desplazamiento difería en solo 200 toneladas, a 14 700 t (16 204 ST; 14 468 LT);  para la variante de 12 cañones y 14 900 t (16 424 ST; 14 665 LT) para la otra. White prefirió la versión de 14 cañones, aunque el consenso fue que doce cañones eran suficientes, sobre la base de que los dos cañones adicionales abarrotarían la cubierta superior, donde se habrían colocado, y habrían aumentado demasiado el tamaño de la tripulación.  Además, una batería secundaria de doce cañones se consideró suficiente en comparación con la mayoría de los otros acorazados extranjeros. Y aunque un aumento en el poder ofensivo habría sido bienvenido, los miembros de la Junta decidieron que el ahorro de peso obtenido al omitir los dos cañones podría usarse para fortalecer el blindaje de los barcos, lo que preferían en un momento en que los cañones navales se estaban volviendo cada vez más poderosos.
La Junta adoptó la versión de 12 cañones, junto con una solicitud para aumentar el cinturón a 9 pulgadas (229 mm). El blindaje más grueso aumentó el desplazamiento a 15 000 t (14 763 LT). La junta solicitó que White preparara dibujos para este nuevo diseño el 19 de junio. El 17 de agosto se creó un modelo que permitió al personal de diseño refinar la forma del casco. El personal cortó la madera muerta a proa y popa, lo que hizo que las embarcaciones fueran más manejables.
Debido a su similitud, algunos, como el historiador Tony Gibbons, consideran que los cinco acorazados de la clase London son parte de la clase Formidable, aunque la mayoría de los historiadores los ven como una clase distinta. Los cinco buques de la clase London se diferenciaban de la Formidable en su disposición de protección, que abandonaba el mamparo blindado delantero en favor de un cinturón blindado que se extendía hasta la roda. En cualquier caso, el diseño del HMS Formidable proporcionó la base para los cinco London que se encargaron en el marco del programa de 1898. El único pre-dreadnought construido por los británicos que queda, el acorazado japonés Mikasa también fue construido con un diseño ligeramente modificado, la principal diferencia es la adición de otro par de cañones de 6 pulgadas.
Eran similares en aspecto y tenían el mismo armamento que los buques de las clases Majestic y Canopus, aunque de menor tamaño. Aunque semejantes a esas clases de acorazados, no tenían ninguna protección en la cubierta o las barbetas, sino que tenían toda su protección distribuida entre el cinturón y las torres. 
Después de las tres primeras unidades, hubo un cambio de diseño para los cinco buques posteriores de la clase London, comenzando con el HMS London. La diferencia principal era una protección más fina en la cubierta. Estas últimas naves se conocen a veces como la clase London, pero son en efecto una subclase de la clase Formidable.

## Naves
| Nombre           | Astillero            | Iniciado               | Botado                   | Terminado          | Destino |
| Clase Formidable | Clase Formidable     | Clase Formidable       | Clase Formidable         | Clase Formidable   | Clase Formidable |
| ---------------- | -------------------- | ---------------------- | ------------------------ | ------------------ | --- |
| Formidable       | HMNB Portsmouth      | 21 de marzo de 1898    | 17 de noviembre de 1898  | septiembre de 1901 | Torpedeado por el SM U-24 en Portland Bill el 1 de enero de 1915 mientras se encontraba de patrulla en el Canal de la Mancha, pereciendo 547 de los 750 tripulantes. |
| Irresistible     | Astillero de Chatham | 11 de abril de 1898    | 15 de diciembre de 1898  | octubre de 1901    | Colisionó con mina el 18 de marzo de 1915 en los Dardanelos. Se hundió tres horas después.                                                                           |
| Implacable       | HMNB Devonport       | 13 de julio de 1898    | 11 de marzo de 1899      | julio de 1901      | Participó en la campaña de Los Dardanelos. Vendido para desguace el 8 de noviembre de 1921.                                                                          |
| Subclase London  |                      |                        |                          |                    | |
| London           | HMNB Portsmouth      | 8 de diciembre de 1898 | 21 de septiembre de 1899 | junio de 1902      | Tomó parte en la Campaña de Dardanelos. Vendido para desguace el 4 de junio de 1920.                                                                                 |
| Bulwark          | HMNB Devonport       | 20 de marzo de 1899    | 18 de octubre de 1899    | marzo de 1902      | Destruido por una explosión interna accidental el 26 de noviembre de 1914 cerca de Sheerness, donde murieron 12 de sus 750 tripulantes.                              |
| Venerable        | Astillero de Chatham | 2 de enero de 1899     | 2 de noviembre de 1899   | noviembre de 1902  | Sirvió en la Primera Guerra Mundial. Vendido para desguace el 4 de junio de 1920.                                                                                    |
| Subclase Queen   |                      |                        |                          |                    | |
| Queen            | HMNB Devonport       | 12 de marzo de 1901    | 8 de marzo de 1902       | marzo de 1904      | Sirvió en la Campaña de Dardanelos en 1915. Vendido para desguace el 4 de septiembre de 1920.                                                                        |
| Prince of Wales  | Astillero de Chatham | 20 de marzo de 1901    | 25 de marzo de 1902      | marzo de 1904      | Sirvió en la Campaña de Dardanelos en 1915. Vendido para desguace el 12 de abril de 1920.                                                                            |